# 고사키 사토루
고사키 사토루(일본어: 神前 暁, 1974년 9월 16일 ~ )는 일본의 작곡가, 편곡가이다. 유한회사 모나카 소속. 오사카부 도요나카시출신. 오사카 교육 대학 부속 고등학교 이케다 교정, 교토 대학 공학부 졸업. 대학시절에는 작곡써클 요시다 음악 제작소에 소속해, 동인 활동으로서 작곡을 하고 있었다.
과거에 주식회사 남코(현：주식회사 반다이남코게임스)에 사운드 크리에이터로서 소속해, 《철권》시리즈, 《모지핏탄》 등 다수의 작품을 다루고 있었지만, '보다 폭넓은 필드에서 음악 활동을 하고 싶다'라고 하는 이유로 2005년에 퇴사, 현재는 함께 남코에 사운드 크리에이터로서 소속해 있던 오카베 케이치가 시작한 MONACA에 소속.
BGM 등을 담당한, 애니메이션 《스즈미야 하루히의 우울》에서 주목을 받아 삽입노래로서 사용된 〈스즈미야 하루히의 힐합〉은 오리콘 차트 5위를 기록했다.
또, 동작으로 시리즈 연출을 맡은 야마모토 유타카(원 교토 애니메이션 재적의 프리 연출가)와는 고교시절부터의 친구로, 교토 대학 애니메이션 동호회에서 야마모토 유타카가 감독한 자주 제작의 특수 촬영 다큐멘터리 영화 《원한 전대 루산치 맨》의 BGM을 다룬 외, 이 작품에 팡피 제국의 콤로 대제 역으로서 출연도 했다.
한때, 남코의 음악 담당등이 만드는 동인 음악 써클 nanosounds의 멤버로 활동하던 적도 있다.